# Majolica

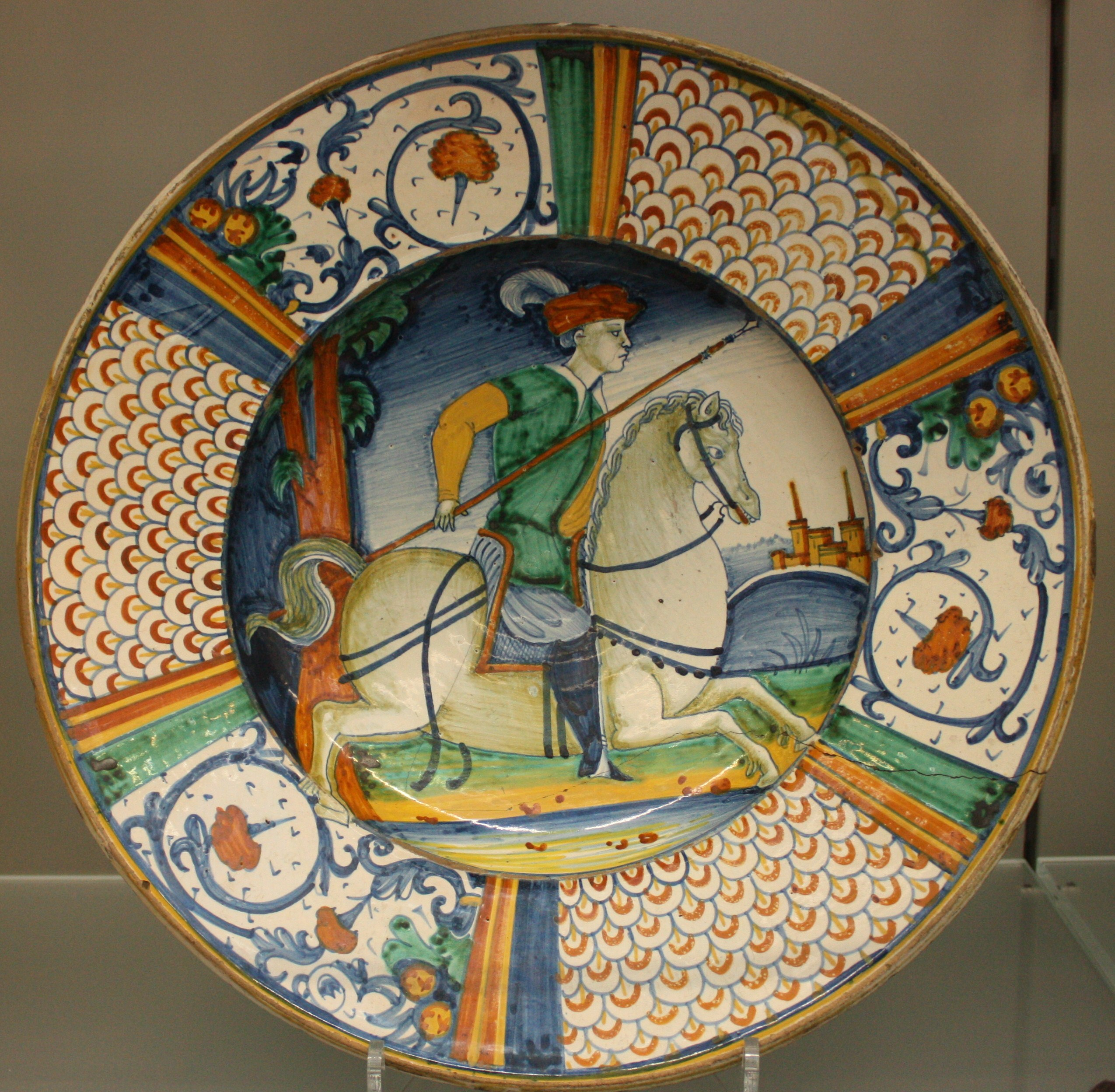
Italiaanse majolica uit de renaissancetijd

Majolica of maiolica is in de oorspronkelijke betekenis een type aardewerk met gekleurde decoraties op een ondoorzichtige witte ondergrond van tin-glazuur. Het bekendst is de Italiaanse maiolica uit de renaissance.
Tegen het einde van de 15e eeuw produceerden verschillende plaatsen in Noord- en Midden-Italië verfijnde stukken voor de luxe-markt in Italië en daarbuiten.
In Frankrijk ontwikkelde zich de majolica tot faience, in Nederland en Engeland tot Delfts blauw en in Mexico tot talavera.

## Benaming
De naam zou afkomstig zijn van de middeleeuwse Italiaanse naam voor Majorca, een eiland dat op de route lag van de schepen die Hispano-Moresk aardewerk van Valencia naar Italië brachten. Pottenbakkers uit Majorca zouden op Sicilië hebben gewerkt en er is gesuggereerd dat hun waren vanuit Caltagirone het Italiaanse vasteland bereikten. Een alternatieve verklaring voor de naam is dat deze afkomstig is van de Spaanse term obra de Malaga,  "waren uit Malaga", of obra de mélequa, de Spaanse naam voor lusteraardewerk.
In de 15e eeuw verwees de term majiolica uitsluitend naar lustergoed, zowel Italiaans als Spaanse import, en was tinglazuuraardewerk bekend als bianchi ("witgoed"). Uiteindelijk werd de term gebruikt voor al het met tin geglazuurd aardewerk uit Italië, al dan niet met lustereffect.
Na de Spaanse verovering van Mexico werd al in 1540 tin-geglazuurde majolica geproduceerd in de Vallei van Mexico, aanvankelijk in navolging van tin-geglazuurd aardewerk geïmporteerd uit Sevilla. Mexicaanse majolica staat bekend als talavera.
In het Nederlands wordt de term maiolica gebruikt voor Spaans en Italiaans tinglazuuraardewerk. Voor tinglazuuraardewerk dat in de Nederlanden is gemaakt wordt de term majolica gebruikt.

### Faience en majolica
In Frankrijk werd de Italiaanse maiolica faience genoemd, afgeleid van Faenza, een plaats in Italië waarvan de pottenbakkerijen in het midden van de 15e eeuw internationaal vermaard waren. In Italië, Scandinavië en Spanje wordt ook de latere faience nog steeds majolica genoemd. In Nederland maakt men onderscheid tussen het meer eenvoudigere oorspronkelijke majolica en het latere faience, hoewel de termen vaak doorelkaar gebruikt worden.

## Techniek
Bij majolica is de scherf meestal rood vanwege het ijzergehalte van de klei. Dat is te zien bij beschadiging aan de rand. Majolica kan ook vervaardigd worden van witte klei, in dat geval is de scherf gebroken wit tot witgrijs. 
Bij het bakken van majolica wordt gebruikgemaakt van vuurvaste driehoekige standers, de zogenaamde proenen. De proenen worden afgebroken en de resten zo veel mogelijk weggevijld. Door het gebruik van proenen is bij majolica vaak een beschadiging aan de bovenkant van het voorwerp te zien. 
Tinglazuur creëert een wit, ondoorzichtig oppervlak om te decoreren. De kleuren worden aangebracht als metaaloxides of frittes op het ongebakken glazuur, dat het pigment absorbeert. Hierdoor zijn fouten onmogelijk te herstellen, maar blijven de levendige kleuren behouden. Soms wordt het oppervlak nogmaals bedekt met een tweede glazuur, meestal een loodglazuur dat de waren meer glans geeft. Bij lustergoed is een tweede zuurstofarm bakproces bij een lagere temperatuur vereist. Tingeglazuurd aardewerk is enigszins kwetsbaar en vaak vatbaar voor schilfering.
Analyse van monsters van Italiaans majolica-aardewerk uit de middeleeuwen heeft echter uitgewezen dat de chemische samenstelling van het glazuur varieerde en dat tin er niet altijd een onderdeel van was.
Het vijftiende-eeuwse maiolica was het product van een ontwikkeling waarin het middeleeuwse met lood geglazuurde aardewerk werd verbeterd door de toevoeging van tinoxiden, onder invloed van islamitisch aardewerk dat via Sicilië werd geïmporteerd. Dergelijke archaïsche waren worden soms "proto-majolica" genoemd. In de latere 14e eeuw werd het beperkte kleurenpalet van het traditionele mangaanpaars en kopergroen uitgebreid met kobaltblauw, antimoongeel en ijzeroxide-oranje. Er werden ook sgraffito-waren geproduceerd, waarbij het witte tinoxide-glazuur werd doorgekrast om de scherf zichtbaar te maken.
In Delft werd aanvankelijk majolica geproduceerd, maar de plateelbakkers aan het begin van de zeventiende eeuw gingen over tot het maken van een specifiek soort faience, het bekende Delfts blauw. In Harlingen wordt nog wel dagelijks aan de hand van majolicatechniek aardewerk gemaakt.

## Italiaanse majolica
De vroegste in Europa bekende verhandeling over majolica werd geschreven tussen 1556 en 1559 door de Italiaanse pottenbakker Cipriano Piccolpasso uit Casteldurante (nu: Urbania) onder de naam Li tre libri dell'arte del vasaio. Deze verhandeling is in 1978 in het Engels vertaald als Cipriano Piccolpasso's Three Books of the Potter's Art.
Vanaf de late 13e eeuw was de productie van verfijnd aardewerk met tinglazuur voor meer dan lokaal gebruik geconcentreerd in Midden-Italië, vooral in de Florentijnse Republiek. Het medium werd ook geadopteerd door Florentijnse beeldhouwers als Luca en Andrea della Robbia. De stad zelf nam in de tweede helft van de vijftiende eeuw in belang af als centrum van de productie van majolica, misschien als gevolg van lokale ontbossing, en de productie werd verspreid over kleinere plaatsen en, na het midden van de 15e eeuw, in Faenza.
In de 15e eeuw stimuleerden de Florentijnse waren de productie van majolica in Arezzo en Siena. De Italiaanse majolica bereikte in deze periode een hoge mate van perfectie. In Romagna produceerde Faenza, dat zijn naam aan faience gaf, vanaf het begin van de 15e eeuw verfijnde majolica. Het was de enige grotere stad waar de keramische industrie een belangrijk onderdeel van de economie werd. Bologna produceerde loodgeglazuurde waren voor export, Orvieto en Deruta produceerden beiden in de 15e eeuw het zogenaamde  maioliche.
In de 16e eeuw begon de productie van majolica in Casteldurante, Urbino, Gubbio en Pesaro. In het begin van de 16e eeuw ontstonden de zogenaamde  istoriato-waren, waarop historische en mythische taferelen tot in detail werden geschilderd.
In het noorden werd majolica geproduceerd in Padua, Venetië en Turijn, en in het zuiden van Palermo en Caltagirone op Sicilië tot Laterza in Apulië. In de 17e eeuw werd Savona een prominente productieplaats.
in de zestiende eeuw ontstond een grote verscheidenheid aan stijlen. Italiaanse steden moedigden de aardewerkindustrie aan met belastingvoordelen, burgerschap, monopolierechten en bescherming tegen invoer van buitenaf te bieden.
De traditie van fijne majolica ondervond in de 18e eeuw in toenemende mate concurrentie van porselein en wit aardewerk. Om de concurrentie van porselein met zijn levendige kleuren het hoofd te bieden, werd rond het midden van de eeuw vanuit Noordwest-Europa het proces van de derde bakgang geïntroduceerd. Na de traditionele twee bakgangen bij 950°C werd het verglaasde oppervlak beschilderd met kleuren die bij zulke hoge temperaturen zouden zijn afgebroken, en voor een derde keer gebakken bij een lagere temperatuur, ongeveer 600-650°C. Zo werden nieuwe levendige kleuren geïntroduceerd, met name rood en verschillende roze tinten verkregen uit goudchloride. Aangenomen wordt dat Ferretti in Lodi, in Noord-Italië, een van de eersten was die deze techniek in Italië introduceerde. Lodi-majolica had al in het tweede kwart van de 18e eeuw een hoog niveau bereikt. Met de introductie van de derde bakgang werd een verfijnde productie van majolica gedecoreerd met naturalistische bloemen ontwikkeld.

Italiaanse majolica wordt nog steeds in veel plaatsen geproduceerd, zowel als traditionele volkskunst en als reproducties van de historische stijlen. Sommige van de belangrijkste productiecentra, zoals Deruta en Montelupo, produceren nog steeds majolica dat wereldwijd wordt verkocht. Moderne majolica ziet er anders uit dan oude majolica omdat het glazuur meestal ondoorzichtig gemaakt wordt met het goedkopere zirkoon in plaats van tin, hoewel er ook pottenbakkerijen zijn die nog gespecialiseerd zijn in het maken van authentiek ogende stukken in renaissancestijl met echt tinglazuur.

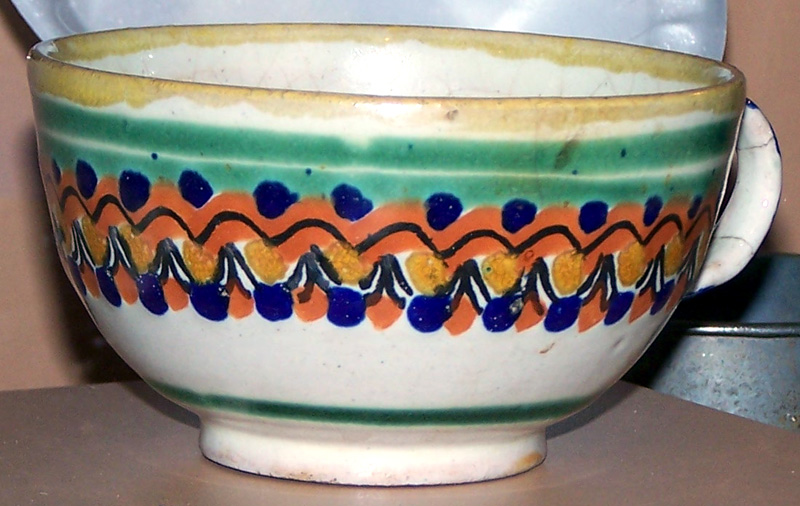
Majolica-kom uit Mexico